# Duizendpoten
Duizendpoten (Chilopoda) zijn een klasse van geleedpotigen behorende tot de duizendpotigen of veelpotigen (Myriapoda), waartoe ook de miljoenpoten behoren. Er zijn ongeveer 3145 soorten, waarvan in Nederland 44 verschillende soorten zijn waargenomen (38 daarvan inheems) waaronder de bekende roodbruin gekleurde gewone steenloper (Lithobius forficatus).

## Etymologie
Duizendpoten worden zo genoemd omdat ze veel poten hebben. Opvallend is dat de soort in het Engels (centipede) en in het Duits (Hundertfüßer) "honderdpoot" genoemd wordt. De nevenklasse die in het Nederlands "miljoenpoot" genoemd wordt, wordt onder andere in het Engels millipede (dus "duizendpoot") genoemd.

## Anatomie
Er zijn vier groepen duizendpoten die in verschillende delen van de wereld voorkomen, ook kennen ze alle vier een andere fysiologie en hebben sterk afwijkende aantallen potenparen. Duizendpoten hebben een langwerpig en sterk afgeplat lichaam dat bestaat uit een kop en een lang achterlijf dat weer bestaat uit vele op elkaar gelijkende segmenten. Het aantal segmenten hangt samen met de verschillende groepen duizendpoten, veel soorten hebben 15 segmenten, andere, zoals soorten uit de onderorde Geophilomorpha hebben soms bijna 200 paar poten. Aan ieder segment zit één paar poten wat het duidelijkste verschil is met de miljoenpoten, die steeds twee paar poten per segment hebben. Hier is hun wetenschappelijke naam Diplo(-)poda (dubbelpotigen) aan te danken. Een belangrijk onderscheid met vrijwel alle andere geleedpotigen is het ontbreken van een borststuk. Een borststuk is weliswaar niet altijd zichtbaar omdat deze is vergroeid met de kop tot een kopborststuk (cephalothorax), zoals bij de schorpioenen en de spinachtigen, maar is bij alle andere geleedpotigen aanwezig en draagt de poten en de eventuele vleugels.
De kop van een duizendpoot draagt twee grote en duidelijk zichtbare voelsprieten die een tastfunctie hebben. Een duizendpoot heeft zogenaamde puntogen, kleine lenzen die niet zo goed zijn ontwikkeld als bijvoorbeeld de facetogen van insecten. Ze kunnen er niet scherp mee zien, maar alleen grote verschuivingen van de lichtintensiteit waarnemen. Aan de voorzijde van de kop zijn de gifkaken zichtbaar, die het best kunnen worden omschreven als gifpoten, omdat ze uit het voorste potenpaar zijn ontstaan, dit is ook wel te zien aan de positie en de vorm. Hiermee injecteert de duizendpoot zijn prooi met gif, waarna deze sterft en de kaken de prooi in stukjes knippen en naar de monddelen brengen.
De ademhaling geschiedt middels een tracheeënstelsel, een netwerk van zeer fijnvertakte buisjes die men ook aantreft bij de insecten. Duizendpoten zijn gevoeliger voor droogte dan miljoenpoten, waardoor ze vaak 's nachts of na regen pas actief worden. Er zijn maar weinig andere dieren die met duizendpoten verward kunnen worden, sommige miljoenpoten als Polydesmus- soorten hebben een wat afgeplat lichaam, een aantal rovende keverlarven hebben net als duizendpoten een zware bepantsering en meerdere segmenten en zijn moeilijker te onderscheiden. Keverlarven hebben echter nooit een paar gelede poten aan ieder segment.

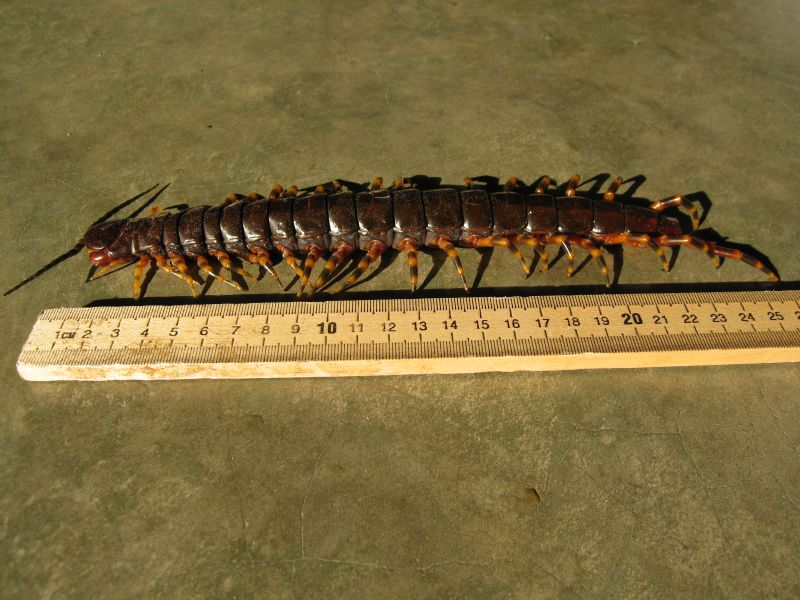
Scolopendra gigantea

Duizendpoten worden doorgaans niet erg groot, de meeste soorten blijven enkele centimeters en alleen uitschieters bereiken de tien centimeter en komen vrijwel altijd in de tropen voor. De allergrootste soort is Scolopendra gigantea uit het Amazonegebied, die een lengte van 30 centimeter kan bereiken. Op de Galápagoseilanden schijnt een soort te leven die meer dan 60 centimeter lang kan worden, maar dit is niet wetenschappelijk onderbouwd. De fossiele Euphoberia kon zelfs een lengte bereiken van rond een meter en de Arthropleura uit het Carboon kon meer dan 2,5 meter lang worden.

## Voortplanting
De voortplanting is uitwendig. Het mannetje maakt een spermatofoor van zijn zaad en wat spinsel, wat wordt afgezet bij het vrouwtje. Sommige soorten zoeken helemaal geen contact; het mannetje laat zijn spermatofoor dan achter en vervolgt zijn weg. De eitjes worden altijd op de bodem afgezet, soms in holletjes of onder stenen, en de eitjes worden zowel in groepjes als een voor een afgezet.

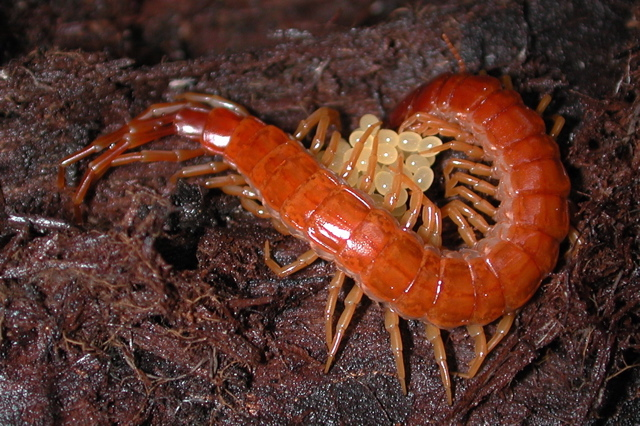
Een vrouwelijke duizendpoot waakt over haar eieren

De eitjes worden niet zelden bewaakt door het vrouwtje, die ze ook schoonhoudt om schimmeling en uitdroging te voorkomen. Bij een aantal soorten blijft de moeder haar kroost zelfs na het uitkomen bewaken tot ze hun eigen weg kunnen vinden. Dit komt overigens ook voor bij schorpioenen en sommige insecten. Als de nimfen net uit het ei kruipen, hebben ze altijd minder segmenten en poten dan volwassen dieren; iedere vervelling komt er een segment met potenpaar bij. Er zijn ook vervellingen waarbij het aantal segmenten niet verandert, alsook soorten die bij de geboorte alle poten en segmenten al hebben. Het duurt vaak enkele jaren voordat een nimf volwassen is, en zelfs een kleinere soort als de gewone duizendpoot kan vijf tot zes jaar oud worden.

## Voedsel en vijanden

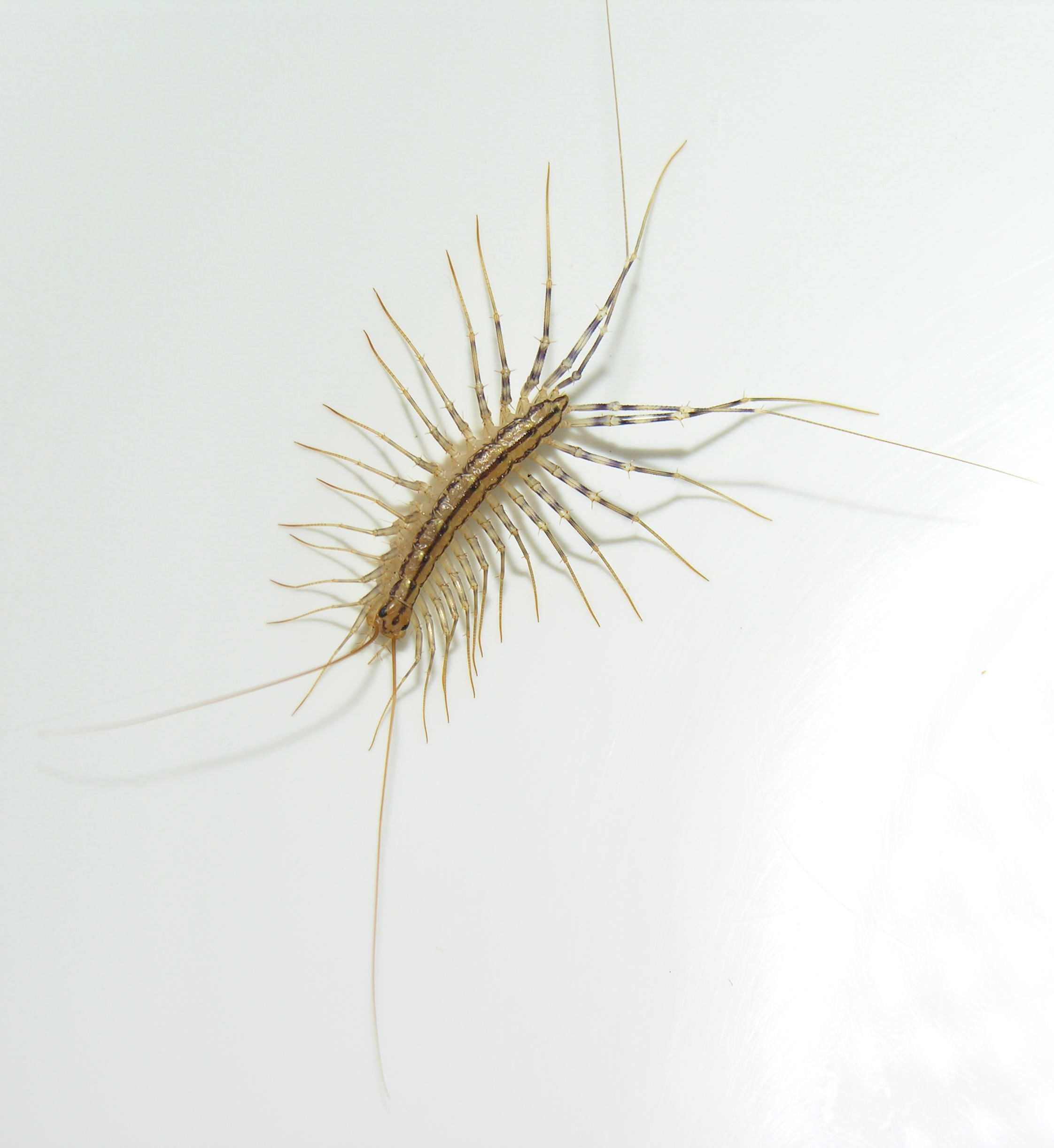
Scutigera coleoptrata is een algemene soort

Duizendpoten zijn zonder uitzondering snelle jagers met giftige 'kaakpoten'. Ze eten kleine ongewervelden als insecten, slakken en wormen, ook andere prooien als pissebedden en spinnen worden gegeten.
Vrijwel alle duizendpoten zijn nuttige dieren, omdat ze aan planten knagende dieren opeten. Alleen de grootste soorten eten ook weleens andere kleine dieren als kikkers, muizen of kleine vogels. Van één soort is zelfs bekend dat deze actief op vleermuizen jaagt door ze bij de uitgang van een grot tijdens de vlucht simpelweg uit de lucht te plukken. Belgische en Nederlandse soorten zijn ongevaarlijk, maar kunnen wel bijten, de beet voelt aan als een wespensteek.
Tropische soorten zijn soms giftig en door de histamine-achtige stoffen die ze inbrengen wordt het immuunsysteem aangevallen en een allergische reactie opgewekt, waardoor zwellingen en koorts kunnen optreden. Wie allergisch is voor het gif kan in een potentieel dodelijke shock raken, wat overigens ook voor een wespensteek geldt.
Vijanden van duizendpoten zijn grotere roofinsecten zoals loopkevers, amfibieën, reptielen en met name vogels, die er graag een oppikken. Naast het inzetten van de gifkaken voor een beet scheiden sommige soorten chemische stoffen uit die roofdieren afschrikken.

## Taxonomie
De volgende taxa zijn bij de familie ingedeeld:
- Orde Craterostigmomorpha
  - Familie Craterostigmidae
- Orde Geophilomorpha
  - Familie Aphilodontidae
  - Familie Ballophilidae
  - Familie Dignathodantidae
  - Familie Eriphantidae
  - Familie Eucratonychidae
  - Familie Geophilidae
  - Familie Gonibregmatidae
  - Familie Himantariidae
  - Familie Linotaeniidae
  - Familie Macronicophilidae
  - Familie Mecistocephalidae
  - Familie Neogeophilidae
  - Familie Oryidae
  - Familie Schendylidae
  - Familie Tampiyidae
- Orde Lithobiomorpha
  - Familie Henicopidae
  - Familie Lithobiidae
- Orde Scolopendromorpha
  - Familie Cryptopidae
  - Familie Scolopendridae
  - Familie Scolopocryptopidae
- Orde Scutigeromorpha
  - Familie Pselliodidae
  - Familie Scutigeridae
  - Familie Scutigerinidae

## Soorten

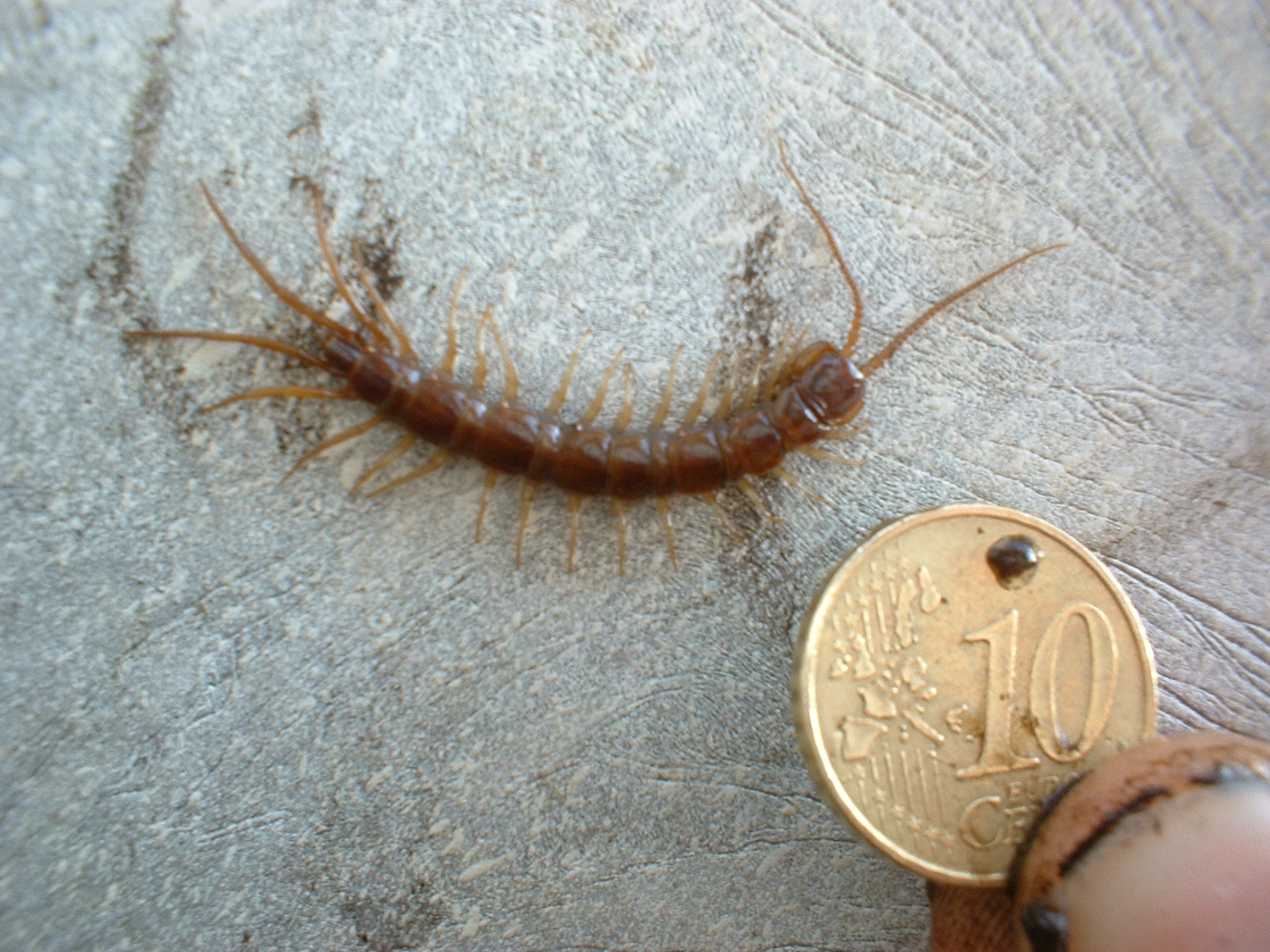
Een duizendpoot uit Zeist

De bekendste soorten die in Nederland en België leven zijn:
- Gewone steenloper (Lithobius forficatus). Deze is roodoranje van kleur, heeft 15 paar poten (als ze volwassen zijn) en wordt 18 tot 30 mm lang. Deze soort heet ook wel gewone duizendpoot en zit overdag onder stenen of schors.
- Gele aardkruiper (Geophilus flavus). Hij is zeer langwerpig en geel van kleur, heeft 49 tot 57 paar poten en zeer lange antennes, en leeft ondergronds.
- Compostduizendpoot (Haplophilus subterraneus). Deze soort heet ook wel grote aardkruiper en is nog langer dan de vorige soorten. Hij is 5 tot 7 cm lang, heeft 77 tot 83 paar poten en leeft in de grond of in een strooisellaag.